# Lepanthes thoracica
Lepanthes thoracica är en orkidéart som beskrevs av Carlyle August Luer och Alexander Charles Hirtz. Lepanthes thoracica ingår i släktet Lepanthes och familjen orkidéer. Inga underarter finns listade i Catalogue of Life.